# هنري شيرمان
هنري شيرمان (بالإنجليزية: Henry Sherman)‏ هو كاتب أمريكي، ولد في 6 مارس 1808، وتوفي في 28 مارس 1879.